# Battaglia di Palan
La battaglia di Palan, combattuta il 1º settembre 1883, fu uno dei numerosi scontri tra il corpo di spedizione del Tonchino e l'Esercito della bandiera nera di Liu Yongfu durante la campagna del Tonchino (1883-1886).

## Contesto
La battaglia di Palan fu combattuta due settimane dopo la battaglia di Phủ Hoài, durante la quale il generale Alexandre-Eugène Bouët (1833-87), il commandant supérieur francese in Tonchino, non era riuscito a sconfiggere l'Esercito della bandiera nera di Liu Yongfu. Le forti inondazioni di metà agosto avevano costretto le Bandiere nere ad abbandonare le posizioni lungo il fiume Đáy e a ritirarsi. La chiave delle loro nuove posizioni erano i villaggi di Phùng, che controllava la strada principale per Sơn Tây, e Palan (o Ba Giang), alla confluenza del Fiume Rosso con il fiume Đáy.
Su pressione di Jules Harmand, il commissario generale civile francese in Tonchino, alla fine di agosto Bouët attaccò le nuove posizioni delle Bandiere nere, allo scopo di liberare la strada verso Sơn Tây, l'obiettivo finale francese. Bouët impegnò 1800 soldati francesi in questa offensiva. La forza francese consisteva in due battaglioni di fanteria di marina (chef de bataillon Berger e Roux), ciascuno rafforzato da contingenti di fucilieri cocincinesi, una batteria di artiglieria di marina (capitano Roussel) e un battaglione di ausiliari delle Bandiere gialle.  Gli attaccanti erano supportati dalle cannoniere Pluvier, Léopard, Fanfare, Éclair, Hache e Mousqueton della Flottiglia del Tonchino, al comando del capitano di vascello Morel-Beaulieu.

## La battaglia

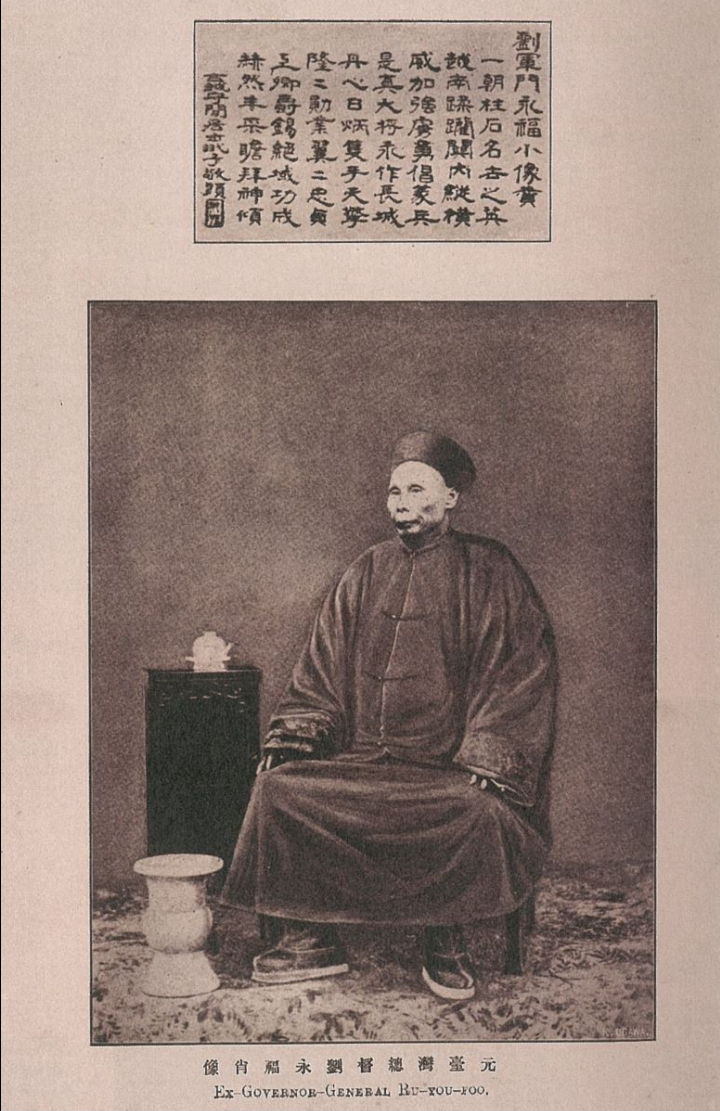
Liu Yongfu (1837–1917)

Il 31 agosto 1883 il villaggio di Palan, bombardato dalle cannoniere e attaccato frontalmente dal battaglione di Berger, fu catturato senza difficoltà merntre i suoi difensori fuggivano in disordine lungo l'argine del fiume.
All'alba del 1º settembre 1883 la colonna avanzò lungo un argine largo due metri che correva lungo la riva del fiume Đáy, diretta verso Phùng, un punto strategico sulla strada per Sơn Tây.  Sul fronte e a sinistra erano protetti dalle linee di fucilieri tonchinesi e cocincinesi. Nel frattempo le cannoniere risalivano il Fiume Rosso. Il Pluvier e il Fanfara rimasero alla confluenza del Fiume Rosso con il fiume Đáy per sostenere la compagnia di fanteria posta a guardia di Palan, mentre il Mousqueton, lÉclair e l''Hache risalirono il Đáy per sostenere la colonna d'attacco.

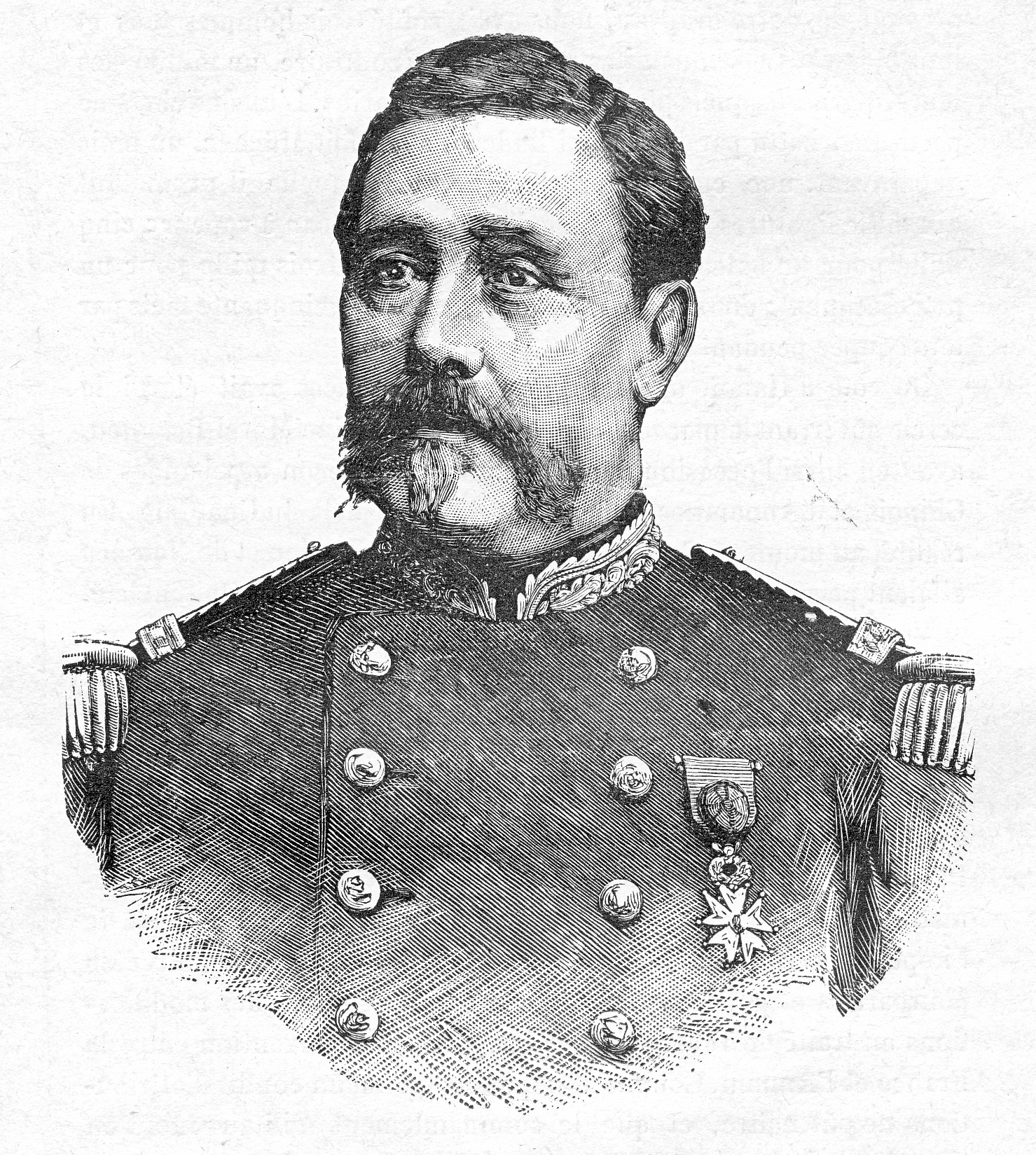
Alexandre-Eugène Bouët (1833–1887)

A tre chilometri da Palan, i francesi iniziarono a scambiare colpi d'arma da fuoco con le Bandiere nere, che contavano circa 1200 soldati ed erano sostenute da 3000 vietnamiti. Le Bandiere nere, armate di moderni fucili Winchester, dimostrarono un grande coraggio resistendo valorosamente, al contrario dei vietnamiti che, nonostante le urla, lo sventolio di bandiere, i colpi di gong e di tamburi, mostrarono poco entusiasmo nel combattere davvero.
Alla fine i francesi raggiunsero una pagoda alla base dell'argine. Le Bandiere nere avevano evacuato la pagoda prima dell'arrivo dei francesi e si erano ritirate al centro della loro posizione, che si trovava dietro il terrapieno di un argine quattrocento metri più avanti. Avevano coronato questo argine con un recinto di bambù, e sette grandi e vistose Bandiere nere, ricamate in argento, sventolavano una accanto all'altra a intervalli regolari lungo il recinto. Dietro l'argine Liu Yongfu aveva il suo quartier generale, posto in una piccola pagoda con il tetto di tegole blu. Le Bandiere nere avevano piazzato i loro pochi pezzi d'artiglieria lungo la sinistra e il centro di questa linea, in modo che il loro fuoco potesse spazzare il percorso sull'argine che portava alle loro difese.
In questa posizione le Bandiere nere erano quasi invisibili. I francesi potevano vedere solo i loro grandi cappelli di paglia di bambù. Le Bandiere nere sparavano al riparo, con una disciplina e una caparbietà ammirevoli e le perdite cominciarono ad aumentare tra i francesi.
Bouët cercò di respingere il fuoco nemico. Il Mousqueton, lÉclair e lHache presero posizione sul fiume Đáy, dietro l'argine, e spararono contro le retrovie non protette della linea delle Bandiere nere. La batteria di Roussel si schierò lungo l'argine, dietro la pagoda, e tentò con scarsi risultati di bombardare anche il terrapieno. La maggior parte delle granate francesi erano inzuppate dalla pioggia che cadeva copiosa dalla sera precedente e sprofondavano senza esplodere nel terreno del terrapieno.

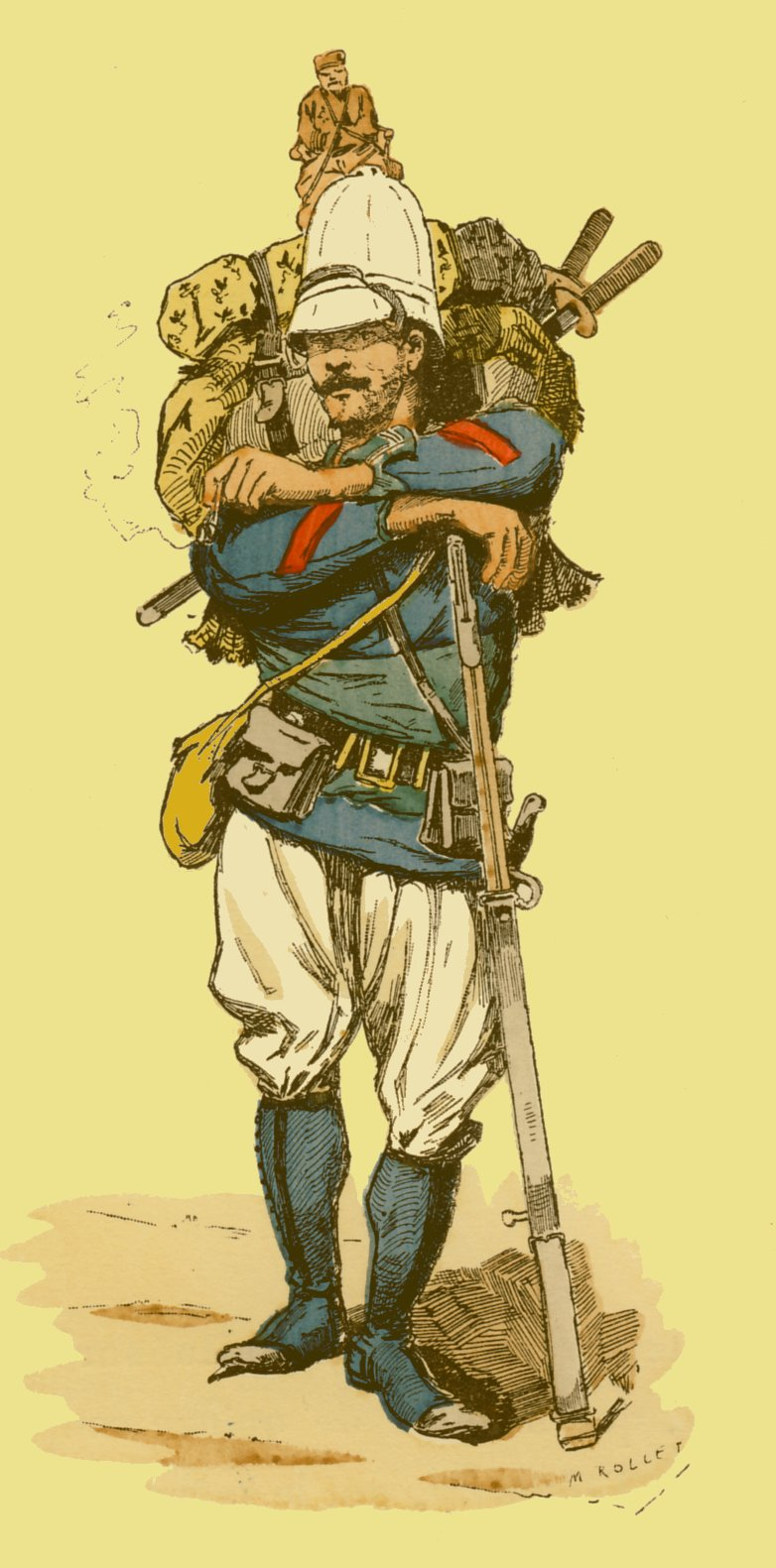
Fante di marina francese nel Tonchino, 1883

Alla fine Bouët ordinò a Berger di assaltare il centro nemico e inviò la compagnia di Taccoën a rinforzare l'attacco. Berger diresse le compagnie di fanteria di marina di Guérin de Fontjoyeux e di Taccoën a guidare l'attacco, supportate da una compagnia di fucilieri cocincinesi, mentre le altre due compagnie del suo battaglione facevano fuoco di copertura dalla pagoda. L'assalto fu effettuato attraverso un tratto di risaia allagata. Le tre compagnie d'attacco avanzarono per 600 metri dalla pagoda all'argine, in ordine sparso, con l'acqua fino al petto e alzando i fucili sopra la testa per tenerli asciutti. Le Bandiere nere distinsero immediatamente le camicie blu scuro della fanteria di marina dalle giacche nere dei fucilieri cocincinesi e concentrarono il fuoco sulle truppe francesi.

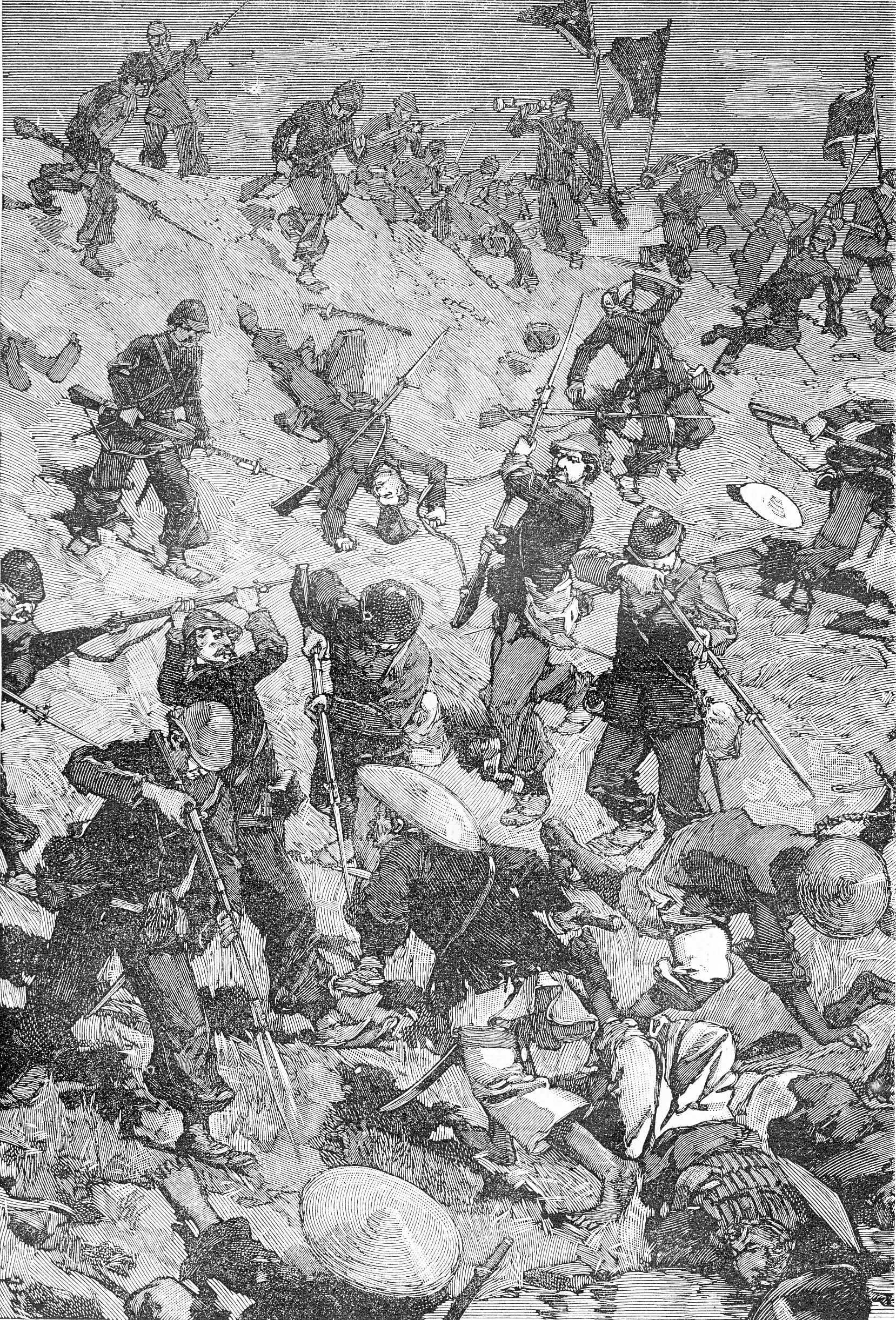
La compagnia di fanteria di marina di Taccoën prende d'assalto la diga di Palan

Quando gli attaccanti si trovarono a venti metri dall'argine, le trombe suonarono la carica e le due compagnie di fanteria di marina lo presero d'assalto. La compagnia di Taccoën, in testa, ebbe 5 morti e 10 feriti durante l'avvicinamento. Gli uomini di Guérin de Fontjoyeux ebbero a loro volta perdite e due tenenti furono uccisi durante l'assalto. L'attacco fu però così rapido che una cinquantina di Bandiere nere, che dormivano supine, non ebbero neppure il tempo di alzarsi e furono inchiodate a terra dai colpi di baionetta. I cinesi superstiti fuggirono attraverso le risaie e molti di loro furono uccisi dai francesi a colpi di fucile.
Mentre Berger assaltava il centro della linea delle Bandiere nere nei pressi di Phùng, Roux attaccò e mise in fuga i vietnamiti sulla sinistra, bruciando le capanne di paglia che si trovavano in mezzo ai bambù. L'attacco fu condotto dai suoi fucilieri cocincinesi e dalle Bandiere gialle, con la compagnia di fanteria di marina di Drouin schierata dietro di loro per sostenere la loro determinazione. I difensori cedettero piuttosto che affrontare le feroci Bandiere gialle e gli attaccanti poterono approfittare del crollo dell'ala destra di Liu Yongfu per avanzare verso il centro, dove catturarono i sette stendardi delle Bandiere nere. Come al solito, le Bandiere nere portarono via la maggior parte dei loro morti, ma sessanta corpi furono abbandonati, insieme a diverse centinaia di fucili. Prima che i francesi, scandalizzati, potessero fermarli, le Bandiere gialle, esultanti, decapitarono i cadaveri, infilarono le teste su lunghe aste di bambù e le piantarono sul terrapieno della diga.
Le perdite francesi nella battaglia di Palan furono di 16 morti e 43 feriti, soprattutto nei due battaglioni di fanteria di marina che avevano preso d'assalto l'argine. Le Bandiere nere abbandonarono 60 corpi sul campo di battaglia e le loro perdite totali furono probabilmente diverse centinaia tra morti e feriti

## Conseguenze
Gli ausiliari delle Bandiere gialle saccheggiarono un pacifico villaggio vietnamita poco dopo la battaglia e Bouët fu costretto a scioglierli. Molti dei congedati delle Bandiere gialle si unirono ben presto all'Esercito della Bandiera nera a Sơn Tây. Tre mesi dopo avrebbero combattuto contro i loro ex padroni.

## Significato

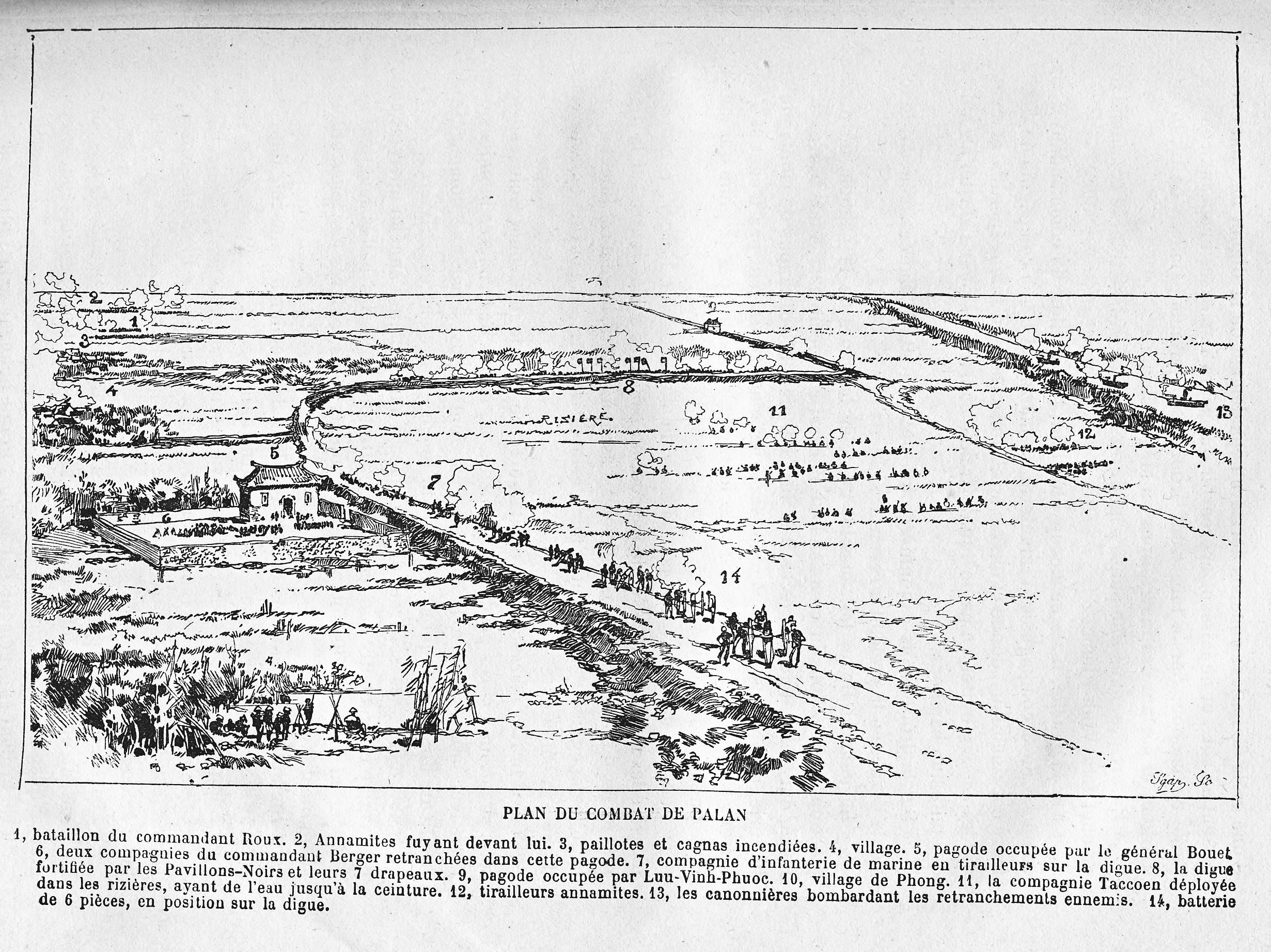
Veduta panoramica della battaglia di Palan

La battaglia fu una chiara vittoria tattica francese, ma ebbe pochi vantaggi strategici. Le Bandiere nere fuggirono, ma erano pronte ad altri scontri, e Liu Yongfu mostrò il suo disprezzo per i francesi fortificando un'altra posizione a pochi chilometri dal fiume Đáy. I francesi non erano più vicini a Sơn Tây di quanto lo fossero prima della battaglia. Bouët fu criticato per non essere riuscito ad annientare le Bandiere nere e si dimise poco dopo la battaglia. Molti dei suoi ufficiali si rammaricarono della sua partenza, riconoscendo che aveva inflitto due sconfitte alle Bandiere nere in circostanze difficili, vendicando la sconfitta francese nella battaglia di Cầu Giấy del 19 maggio 1883. Ma l'opinione pubblica francese era ansiosa di risolvere la campagna del Tonchino e, sebbene i francesi avessero installato una postazione a Palan consentendo alle loro cannoniere di pattugliare il Fiume Rosso fino a Sơn Tây, questa limitata avanzata difficilmente soddisfece i critici di Bouët.
Ma soprattutto, la battaglia causò un irrigidemento sia della Francia che della Cina e accelerò lo scontro diretto tra i due paesi. Il premier francese Jules Ferry rafforzò notevolmente il corpo di spedizione del Tonchino, mentre i cinesi intensificarono il loro sostegno segreto alle Bandiere nere.